# Neuville-Bosc
 Neuville-Bosc  es una población y comuna francesa, en la región de Picardía, departamento de Oise, en el distrito de Beauvais y cantón de Méru.

## Demografía
| 150 | 155 | 191 | 266 | 346 | 440 |
| Para los censos de 1962 a 1999 la población legal corresponde a la población sin duplicidades (Fuente: INSEE [Consultar]) |     |     |     |     |     |